# Marco Reymond
Marco Reymond (5 settembre 1994) è un ex sciatore alpino svizzero.

## Biografia
Specialista delle prove tecniche attivo dal dicembre del 2009, in Coppa Europa Marco Reymond ha esordito il 20 dicembre 2012 a Zuoz in slalom speciale, senza completare la prova, e ha colto l'unico podio il 4 dicembre 2018 a Funäsdalen in slalom gigante (2º); in Coppa del Mondo ha debuttato il 16 dicembre 2018 in Alta Badia in slalom gigante, senza qualificarsi per la seconda manche, ha ottenuto il miglior risultato il 14 novembre 2021 a Lech/Zürs in parallelo (39º) e ha preso per l'ultima volta il via l'8 gennaio 2022 ad Adelboden in slalom gigante, senza completare la prova. Si è ritirato al termine di quella stessa stagione 2021-2022; non ha preso parte a rassegne olimpiche o iridate.

## Palmarès

### Coppa Europa
- Miglior piazzamento in classifica generale: 35º nel 2019
- 1 podio:
  - 1 secondo posto

### Australia New Zealand Cup
- Miglior piazzamento in classifica generale: 7º nel 2020
- 1 podio:
  - 1 vittoria

#### Australia New Zealand Cup - vittorie
| Data           | Località     | Paese         | Specialità |
| -------------- | ------------ | ------------- | ---------- |
| 31 agosto 2019 | Coronet Peak | Nuova Zelanda | GS         |

Legenda:

GS = slalom gigante

### Far East Cup
- Miglior piazzamento in classifica generale: 38º nel 2017
- 1 podio:
  - 1 vittoria

#### Far East Cup - vittorie
| Data         | Località | Paese    | Specialità |
| ------------ | -------- | -------- | ---------- |
| 4 marzo 2017 | Sapporo  | Giappone | GS         |

Legenda:

GS = slalom gigante

### Campionati svizzeri
- 1 medaglia:
  - 1 oro (slalom gigante nel 2020)